# ファイナル・スターフォース
『ファイナル・スターフォース』（英: Final Star Force）は、1992年11月にテクモが発売した業務用ビデオゲーム。『スターフォース』の続編で、前作から2000年後を舞台に「ファイナルスターII」を操縦し、復活した「ゴーデス」に戦いを挑む縦スクロールシューティングゲームである。
本作は2人同時プレイも可能となっている。

## 概要
8方向レバーと2つのボタン（ショット、ボンバー）で自機の「ファイナルスターII」を操作する。一定時間経過で自動的にパワーアップしていくシステムが特徴で、ボンバーもはじめて搭載された。2人協力プレイも可能で、1Pは青、2Pは赤の機体を操作する。全10ステージ。
前作とはゲームシステムは大きく異なり、『雷電』タイプのシューティングゲームとなっている。

## パワーアップ
前述の通り、自機は一定時間経過により自動的にパワーアップを遂げていく。レベル1からスタートし、最高でレベル8までパワーアップする。後半のレベルになればなるほど、パワーアップに必要な時間は増えていく。自機が破壊された場合、パワーアップに必要な時間のゲージは0に戻され、その際レベル5以下でミスした場合はレベルが1段階落ち（レベル1の場合はそのままレベル1）、レベル6でミスした場合はレベル4まで下がり、レベル7以上でミスした場合はレベル5まで下がる。
自機のゲームスタート時や復活時の装備（いわゆる初期装備、パーサーが装着されていない状態）は2連のショットを前方に発射するタイプで、レベル2以降は目立った変化はしない。ボンバーは自機正面にエネルギー球を1つ発生させる。この初期装備は後述の3つの装備とはまた異なるものであり、一端装備を変更した後は、自機が破壊されない限りは初期装備に戻すことはできない。
時折現れる友軍機パーサー・ヴェンダーより投下されるパーサー・カプセル（アイテム）を取得すると自機後方上部にパーサーを装備し、自機の攻撃が以下のように変化する。パーサーは、レベルにより形状を変化させる。

### 装備とアイテム
自機の装備を変更できるアイテムは以下の3種類。自機の装備により発射可能なボンバーも変化する。それぞれのアイテム欄に記されている色は、カプセルおよびパーサーの色に相当する。
- A（サンダーレーザー＋ホーミング）：青
自機正面へ切れ目の無いレーザーを発射。前方集中型で広範囲の敵機を同時に相手にする用途にはあまり向かない。パワーアップでレーザーが太くなっていき、さらにショットレベル4以上でホーミングミサイルも同時に発射できるようになる。
  - ボンバー（スパークボム）：画面横方向一直線上に青いプラズマ球を多数発生させ、徐々に前方へ進んでいく。
- B（ワイドショット＋ミサイル）：緑
自機正面方向に扇状に弾を発射。パワーアップで攻撃範囲が広がっていき、最大で5WAYになるほか、正面へ飛ばす弾の威力も上がっていく。ショットレベル6以上で直進するミサイルも同時に発射できるようになる。
  - ボンバー（ミサイルボム）：画面後方より巨大な直進するミサイルを多数発射させる。
- C（スプレーガン＋サーチファンネル）：黄
自機正面方向へすべての敵を貫通するショットを発射。Bほど攻撃範囲は広くならないが、ある程度まで拡散する。ショットレベル4以上でブーメラン状のサブウェポンを発射できるようになる。このサブウェポンは、敵機の方向へ一定距離進んで止まるを繰り返す。
  - ボンバー（トリプルボム）：自機の正面および左右方向に巨大な爆発を発生させる。

### ボンバーの追加
ボンバーの残弾数を増やす方法については、いくつかの方法がある。
この作品にはボンバーを追加する専用のアイテムは存在しないが、現在装備中の武器と同じアイテムを取得することで、ボンバーの数が1つ増える。また、敵機を一定数破壊することによっても自動的にボンバーが追加される。ボンバーは最大で5つまで所持することができる。なお、ボンバーストックが最大の状態で現在装備中の武器と同じアイテムを取得すると、2,000点のボーナス点が入る。

## BGM
本作のBGMは、前述のアイテムを取得した際に、それぞれに用意された専用のBGMに変更される。自機が破壊されると、ステージスタート時のBGMに戻される。

## エンディング
本作のエンディングデモは2通り用意されており、ステージ9で登場する「ある物」を破壊するか否かで変化する。

## 移植版
| No. | タイトル                 | 発売日        | 対応機種                      | 開発元                | 発売元     | メディア                              | 備考 | 出典              |
| --- | ------------------------ | ------------- | ----------------------------- | --------------------- | ---------- | ------------------------------------- | ---- | ----------------- |
| 1   | ファイナルスターフォース | 2025年1月23日 | PlayStation 4 Nintendo Switch | ハムスター (移植担当) | ハムスター | ダウンロード (アーケードアーカイブス) |      | [ 3 ] [ 4 ] [ 5 ] |

アーケードアーカイブス版
家庭用初移植。「こだわり設定」で1P側コントローラーで2P側機体を使用する「使用する機体の切り替え」、ボンバーを発射する際の挙動を変更する「ボンバーの挙動」(処理落ち時にボタンを押してもボンバーが発射されないのを防ぐ)、永久パターン防止キャラのスピードを調整する「特定の敵キャラのスピード調整」、処理落ちを軽減する「処理落ちを緩和」、ゲーム本編中の文言の一部を修正する「一部の文言を修正」といった設定が可能。キャラバンモードは「ステージ1から開始」と「ステージ5から開始」の2部門で集計される。

## 関連作品
- あれ?DSがサカサですけど。逆シューティング - ファイナル・スターフォースの世界観も転用されている。